# Lei Básica: Israel como o Estado-Nação do Povo Judeu
Lei Básica: Israel como o Estado-Nação do Povo Judeu (em hebraico:  חוֹק יְסוֹד: יִשְׂרָאֵל—מְדִינַת הַלְּאוֹם שֶׁל הָעַם הַיְּהוּדִי), informalmente conhecido como Projeto de Lei do Estado-Nação ( חוֹק הַלְּאוֹם ‎) ou Projeto de Lei da Nacionalidade, é uma Lei Básica de Israel que especifica a natureza do Estado de Israel como o estado-nação do povo judeu. A lei foi aprovada pelo Knesset - com 62 votos a favor, 55 contra e duas abstenções - em 19 de julho de 2018 (7 Av 5778), e é amplamente simbólico e declarativo por natureza. No entanto, foi recebido com fortes críticas internacionalmente, inclusive de várias organizações judaicas americanas proeminentes, e foi rotulado como racista e antidemocrático por alguns críticos.
Após a aprovação da lei, petições foram apresentadas ao Supremo Tribunal de Israel contestando a constitucionalidade da lei. Em janeiro de 2019, a Suprema Corte anunciou que as contestações à constitucionalidade da lei seriam ouvidas por um painel de 11 juízes e decidiriam se a lei, no todo ou em parte, viola a Lei Básica: Dignidade Humana e Liberdade, aprovada em 1992. Além disso, a audiência também seria a primeira vez que a Suprema Corte abordou a questão de saber se ela tinha autoridade para derrubar outra Lei Básica no todo ou em parte com base na constitucionalidade.
Em julho de 2021, o Supremo Tribunal Federal decidiu que a lei era constitucional e não negava o caráter democrático do estado. Escrevendo a opinião para a maioria, a presidente da Corte, Esther Hayut, afirmou que está "lei básica é apenas um capítulo em nossa constituição tomando forma e não nega o caráter de Israel como um estado democrático". A opinião majoritária do tribunal concordou com os argumentos de que a lei apenas declara o óbvio – que Israel é um estado judeu – e que isso não diminui os direitos individuais dos cidadãos não judeus, especialmente à luz de outras leis que garantem direitos iguais a todos.